# David Monrad Johansen

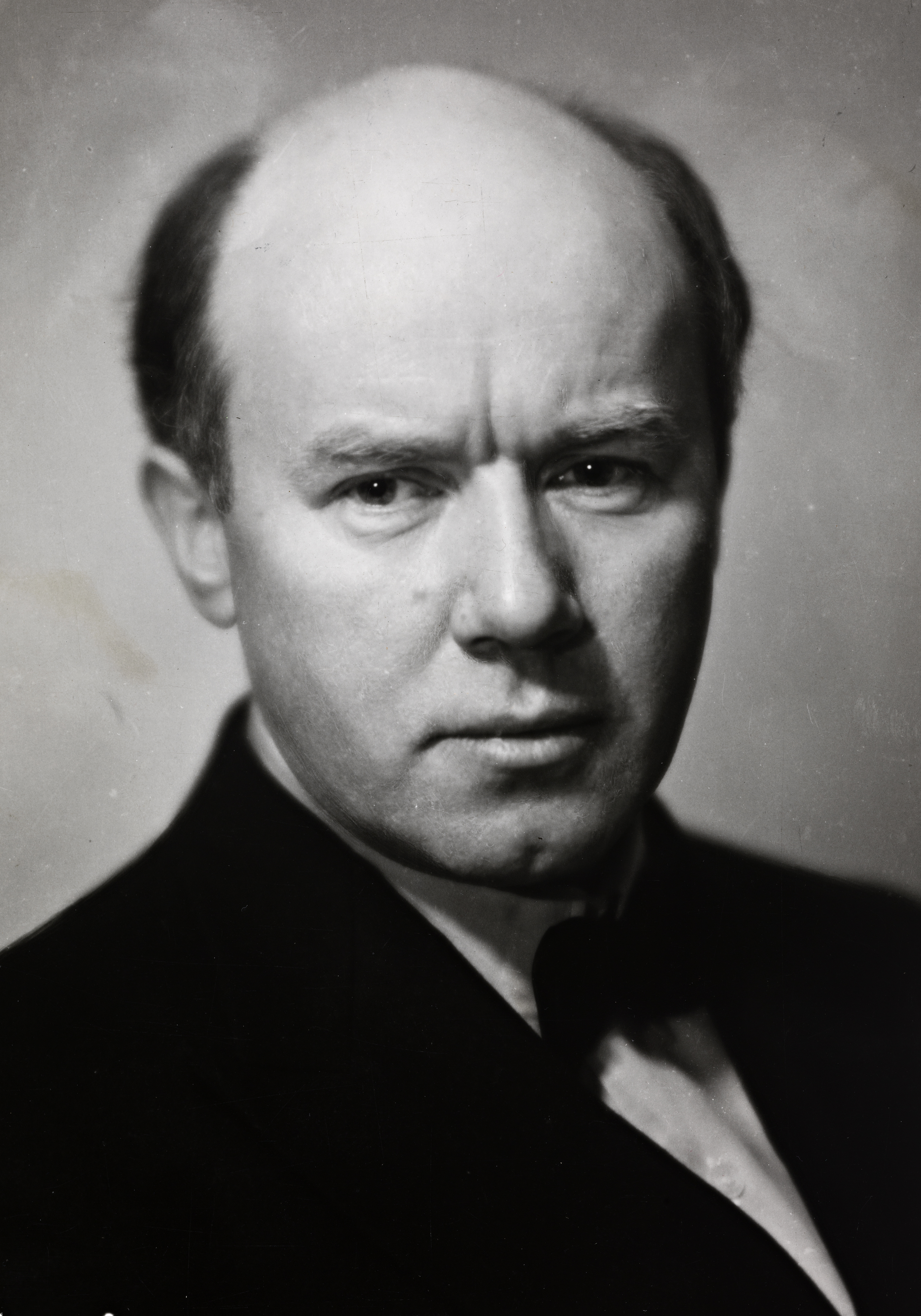
David Monrad Johansen.

David Monrad Johansen, född 8 november 1888 i Mosjøen, död 20 februari 1974, var en norsk tonsättare. Han är bland annat känd för kantaten Ignis ardens och oratoriet Voluspá.
Joahnsen studerade piano för Karl Nissen och musikteori för Catharinus Elling i Kristiania. Han fortsatte studierna vid musikhögskolan i Berlin. Johansen besökte med statsstipendium Paris. Han var som ung musikkritiker i Intelligensen.
Johansens son var tonsättaren Johan Kvandal.